# 北奥涅日斯克
北奥涅日斯克（羅馬化：Severoonezhsk）是俄罗斯阿尔汉格尔斯克州的市级镇，属普列谢茨克区，位于奥涅加河左岸，在区行政中心普列谢茨克西南方。
该地2021年有人口4,611人；2010年人口5,289；2002年人口5,624；1989年人口6,223。